# Oglasa costimaculata
Oglasa costimaculata là một loài bướm đêm trong họ Noctuidae.